# Vi veri universum vivus vici
Vi Veri Universum Vivus Vici és una frase en llatí, que vol dir "Pel poder de la veritat, jo, estant viu, he conquistat l'univers".
La frase pot ser també escrita com Vi Veri Vniversvm Vivvs Vici, atès que en l'alfabet llatí original la 'u' no existia sinó com una variant de la grafia 'v' (per al so actual /w/). Popularment se cita com "Veniversum" però això és un error tipogràfic popularitzat pel còmic "V de Vendetta", i que no té sentit etimològicament.
La cita és generalment atribuïda a l'obra Fausto de Johann Wolfgang von Goethe, on apareix suposadament com Vi veri ueniversum vivus vici, encara que no ha estat possible trobar una cita directa.
El mag i ocultista Aleister Crowley va prendre la frase com el seu emblema màgic per a la seva organització ocultista "Astrum Argentum", en aconseguir el grau de Magister Templi. L'escriptor i dibuixant de còmics Alan Moore, qui es va autoproclamar Mag del Caos el gener de 1994, autor de la novel·la gràfica V de Vendetta ha manifestat en nombroses ocasions el seu interès per la figura del mag anglès Aleister Crowley. En el còmic original V de Vendetta d'Alan Moore, la frase és atribuïda a "un cavaller alemany anomenat Dr. John Faust."
La frase va guanyar popularitat gràcies a la pel·lícula V de Vendetta, en la qual el personatge principal (interpretat per Hugo Weaving) la cita com el seu "lema personal, igual que el de Fausto". En aquesta pel·lícula, la traducció s'adapta de manera lliure, Pel poder de la veritat, mentre visqui, hauré conquerit l'univers.